# Mali Sorociînți, Mirhorod
Mali Sorociînți (în ucraineană Малі Сорочинці) este un sat în comuna Homuteț din raionul Mirhorod, regiunea Poltava, Ucraina.

## Demografie
Componența lingvistică a localității Mali Sorociînți
     Ucraineană (96,2%)
     Rusă (2,85%)
     Alte limbi (0,76%)
Conform recensământului din 2001, majoritatea populației localității Mali Sorociînți era vorbitoare de ucraineană (96,2%), existând în minoritate și vorbitori de rusă (2,85%).